# از این طرف لطفاً
از این طرف لطفاً (انگلیسی: This Way Please) یک فیلم موزیکال کمدی به کارگردانی رابرت فلری است که در سال ۱۹۳۷ منتشر شد.

## بازیگران
- بادی راجرز
- بتی گریبل
- ند اسپارکس
- جیم جردن
- ماریان جردن
- پرتر هال
- لی بومن
- سیسیل کانینگهام
- مری لیوینگستون
- والی ورنان
- روفی دیویس